# Mad Decent
Mad Decent est un label discographique indépendant américain, basé à Los Angeles, en Californie. Le label contribue à introduire le baile funk brésilien et le kuduro angolais dans les clubs du monde entier. Au début des années 2010, il popularise le moombahton, un genre de musique électronique créé par DJ Dave Nada. Le genre sur le label est principalement popularisé par Dillon Francis après avoir collaboré avec Diplo sur le morceau Que Que de Francis en 2012. Le label est également connu pour sa série de concerts dans les grandes villes connue sous le nom de Mad Decent Block Party.

## Histoire
Mad Decent est fondé en 2006 par Diplo. En 2010, le label déménage de Philadelphie à Los Angeles En 2011, Mad Decent annonce le lancement du label Jeffrees, « un moyen de sélectionner et de promouvoir une nouvelle musique qui penche du côté de l'expérimental, en accord avec la mission originale du label ».
Le label gagne en notoriété en 2012 et 2013, avec le succès mondial du single Harlem Shake de Baauer, qui devient viral sur YouTube.
Depuis 2008, le label lance une tournée Mad Decent Block Party dans plusieurs villes des États-Unis Le festival itinérant commence à une échelle beaucoup plus petite avec simplement une tente louée, un bassin de trempage et un barbecue dans une rue de Philadelphie (Block of 12th St. et Spring Garden St.). L'événement est conforme au concept général du label qui met en valeur la pop et dance mondiale. Les artistes présentés lors des événements sont passés de la liste de Mad Decent à des artistes de renom, notamment Matt and Kim et OutKast.
Pour Noël 2013, le label réédite plusieurs singles du label mixés avec des chansons de Noël. Les morceaux sont compilés dans un EP de huit titres intitulé A Very Decent Christmas. Mad Decent sort depuis quatre albums de Noël sur le label.
En 2015, Mad Decent sorti Lean On de Major Lazer, que Spotify nomme de morceau le plus écouté de tous les temps cette année-là. En 2016, Mad Decent lance un sous-label, Good Enuff, qui ouvre avec le morceau Echoes de Fossa Beats.